# Coppa della Federazione calcistica dell'Asia meridionale 2015
La Coppa della Federazione calcistica dell'Asia meridionale 2015 (in inglese 2015 SAFF Championship), nota anche come 2015 SAFF Ooredoo Cup per motivi di sponsorizzazione, è stata l'11ª edizione della Coppa della Federazione calcistica dell'Asia meridionale organizzata dalla SAFF e la cui fase finale si è svolta in India. È iniziata il 23 dicembre 2015 e si è conclusa il 3 gennaio 2016.

## Stadio
| Thiruvananthapuram               |
| Greenfield International Stadium |
| Capienza: 55 000                 |
|                                  |

## Squadre partecipanti
Al torneo hanno partecipato sette nazionali, così classificate nel ranking FIFA nel dicembre 2015:
- India (166º)
- Afghanistan (150°)
- Bangladesh (182°)
- Bhutan (188°)
- Maldive (160°)
- Nepal (192°)
- Sri Lanka (194°)

## Fase a gironi

### Gruppo A
| Pos. | Squadra   | Pt | G | V | N | P | GF | GS | DR |
| ---- | --------- | -- | - | - | - | - | -- | -- | -- |
| 1.   | India     | 6  | 3 | 2 | 0 | 0 | 6  | 1  | +5 |
| 2.   | Sri Lanka | 3  | 3 | 1 | 0 | 1 | 1  | 2  | -1 |
| 3.   | Nepal     | 0  | 3 | 0 | 0 | 2 | 1  | 5  | -4 |

### Gruppo B
| Pos. | Squadra     | Pt | G | V | N | P | GF | GS | DR  |
| ---- | ----------- | -- | - | - | - | - | -- | -- | --- |
| 1.   | Afghanistan | 9  | 3 | 3 | 0 | 0 | 11 | 1  | +10 |
| 2.   | Maldive     | 6  | 3 | 2 | 0 | 1 | 7  | 6  | +1  |
| 3.   | Bangladesh  | 3  | 3 | 1 | 0 | 2 | 4  | 7  | -3  |
| 4.   | Bhutan      | 0  | 3 | 0 | 0 | 3 | 1  | 9  | -8  |

## Fase a eliminazione diretta

### Tabellone
|  | Semifinali | Semifinali | Semifinali |  |  | Finale | Finale | Finale |  |
|  |            |            |            |  |  |        |        |        |  |
|  |            |            |            |  |  |        |        |        |  |
|  |            |            |            |  |  |        |        |        |  |
|  |            |            |            |  |  |        |        |        |  |
|  |            |            |            |  |  |        |        |        |  |
|  |            |            |            |  |  |        |        |        |  |
|  |            |            |            |  |  |        |        |        |  |
|  |            |            |            |  |  |        |        |        |  |
|  |            |            |            |  |  |        |        |        |  |
|  |            |            |            |  |  |        |        |        |  |

### Semifinale
| Arbitro: | Võ Minh Trí |

|                           |           |                             |
| Chhetri 25’ Jeje 34’, 66’ | Marcatori | 45+2’ Nashid 75’ Amdhan Ali |

| Arbitro: | Pandey S. |

|                                                                    |           |  |
| Hashemi 45+1’ Taher 50’ Amani 56’ (Rig.) Hatifie 78’ Shayesteh 89’ | Marcatori |  |

### Finale
| Arbitro: | Kimura H. |

|                       |           |           |
| Jeje 72’ Chhetri 101’ | Marcatori | 70’ Amiri |

## Statistiche

### Classifica marcatori
4 reti
- Khaibar Amani

3 reti
- Faysal Shayesteh
- Jeje Lalpekhlua
- Sunil Chhetri

2 reti
- Masih Saighani
- Omid Popalzay

- Ahmad Hatifie
- Shakhawat Hossain Rony

- Lallianzuala Chhangte
- Robin Singh

- Ali Ashfaq
- Ahmed Nashid

1 rete
- Zubayr Amiri
- Sayed Mohammad Hashemi
- Kanischka Taher
- Hemanta Vincent Biswas

- Topu Barman
- Tshering Dorji
- Rowllin Borges
- Bimal Gharti Magar

- Ahmed Imaz
- Asadhulla Abdulla
- Amdhan Ali
- Naiz Hassan

- Mohamed Rifnas